# Ułanówka
Ułanówka – wieś na Ukrainie, w obwodzie winnickim, w rejonie ilinieckim.